# Monção

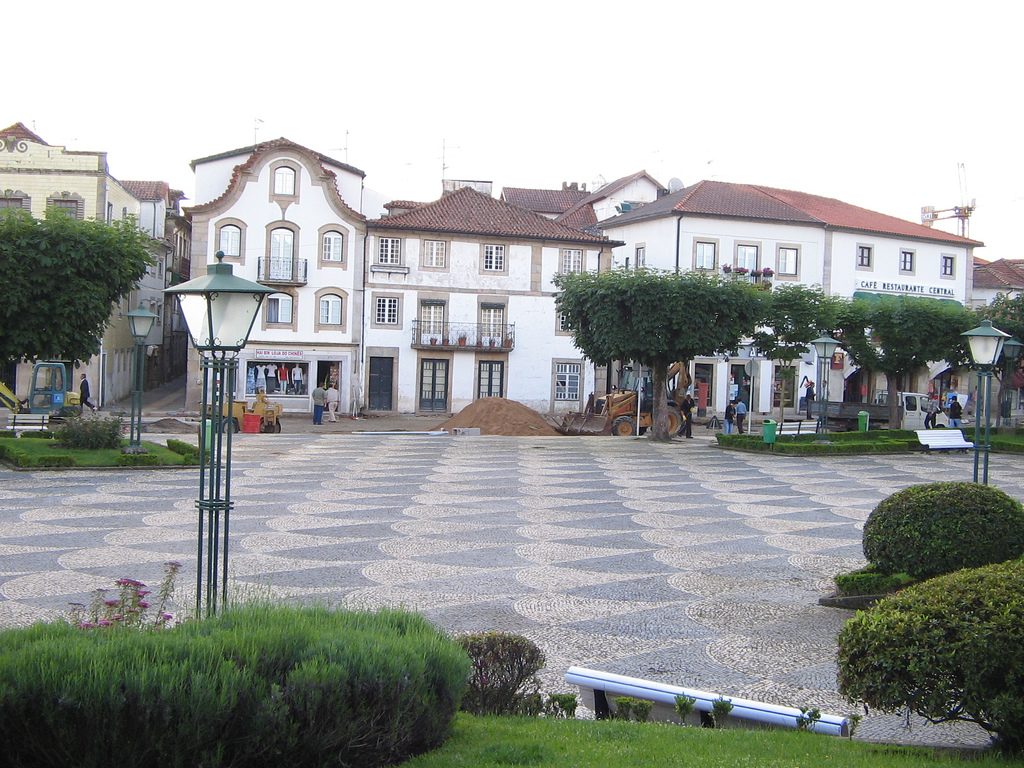
Im Ortskern von Monção

Monção ist eine Kleinstadt (Vila) und ein Kreis (Concelho) im Distrikt Viana do Castelo im Norden Portugals. Sie liegt am Rio Minho, ca. 45 km östlich von der Mündung des Flusses in den Atlantik bei Caminha und ca. 35 km von Afreira entfernt, wo der Minho aus einem rein spanischen Fluss zum Grenzfluss zwischen Spanien und Portugal wird.

## Geschichte

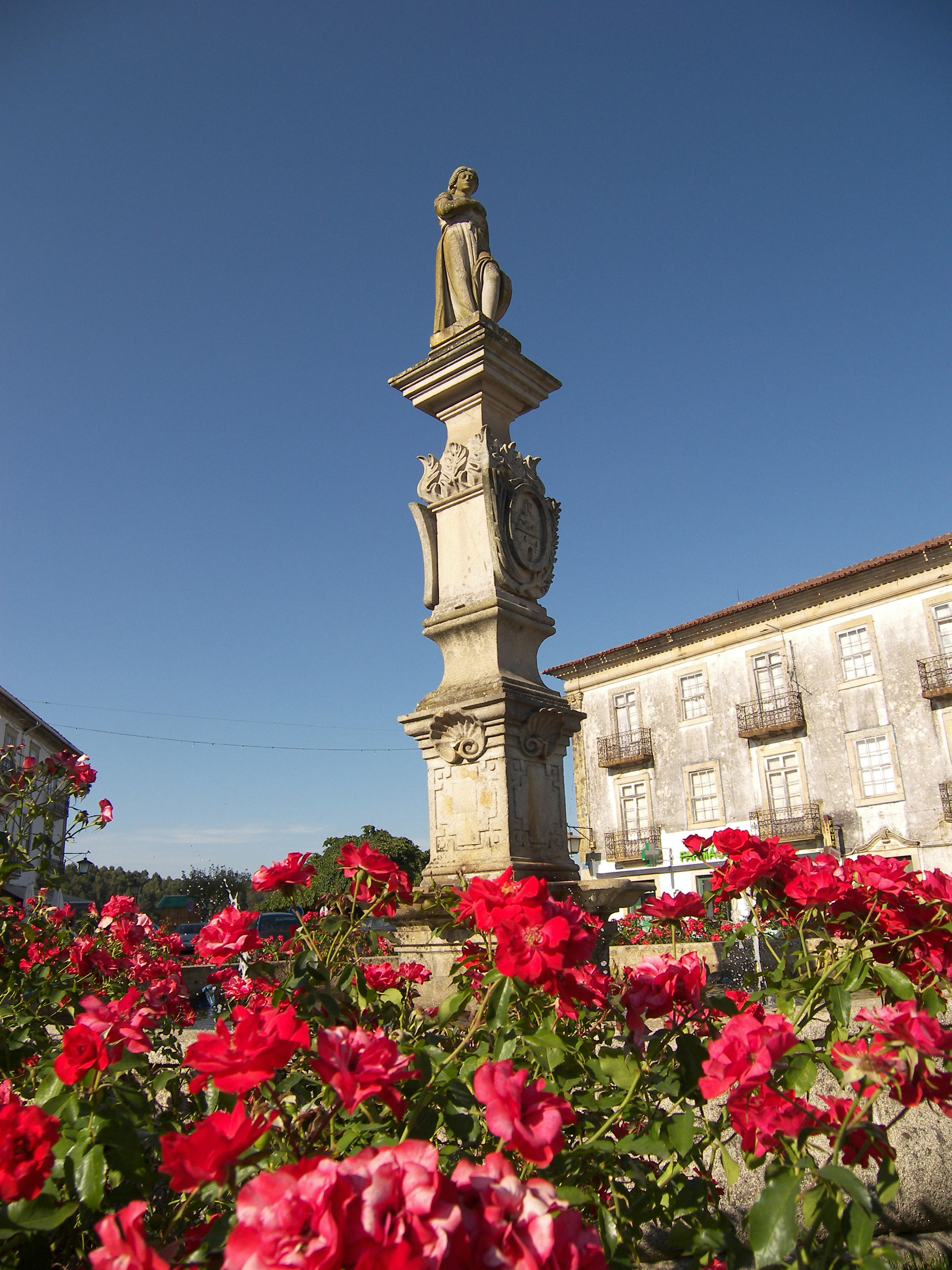
Statue der Deu-la-Deu Martins, mythologisch als Danaide dargestellt

Monção bekam das Stadtrecht im Jahre 1261. 1368 ließ sich das Mädchen Deu-la-Deu Martins in einer Truhe über den Minho setzen, um ihren Leuten im Kampf gegen die Spanier beizustehen. Ihr zu Ehren werden noch heute Paozinhos (kleine Brotkuchen) gebacken. Zudem schmückt eine Statue des Mädchens, mythologisch als Danaide gestaltet, die Nordseite der Praça (Marktplatz). Das Kenotaph (1679) dieser Lokalheldin steht in der Capela do Cruzeiro in der Igreja de Santa Maria dos Anjos.
Die Überlieferung sagt auch: Als die Spanier 1368 das portugiesische Monção bei einer Belagerung fast ausgehungert hatten, ließ der Kommandant von Mongào mit dem letzten Mehl Brötchen backen – und warf sie den Okkupanten über die Mauern der Stadt zu – die Spanier erachteten nach diesem Trick die Belagerung für reine Zeitverschwendung und zogen ab.
Der Ort ist bekannt für seinen Wein (Vinho Verde, der hauptsächlich aus der Rebsorte Alvarinho hergestellt wird) und für die Festa da Coca an Christi Himmelfahrt, wenn in einem Umzug ein 2 m hoher und 5 m langer „Drache“ gegen den behelmten und gerüsteten St. Georg kämpft, wobei natürlich der böse Drache unterliegt.

## Verwaltung

### Der Kreis
Monção ist Sitz eines gleichnamigen Kreises. Die Nachbarkreise sind (im Uhrzeigersinn im Osten beginnend): Melgaço, Arcos de Valdevez, Paredes de Coura sowie Valença. Im Norden grenzt der Kreis an Spanien.
Mit der Gebietsreform im September 2013 wurden mehrere Gemeinden zu neuen Gemeinden zusammengefasst, sodass sich die Zahl der Gemeinden von zuvor 33 auf 24 verringerte.
Die folgenden Gemeinden (freguesias) liegen im Kreis Monção:

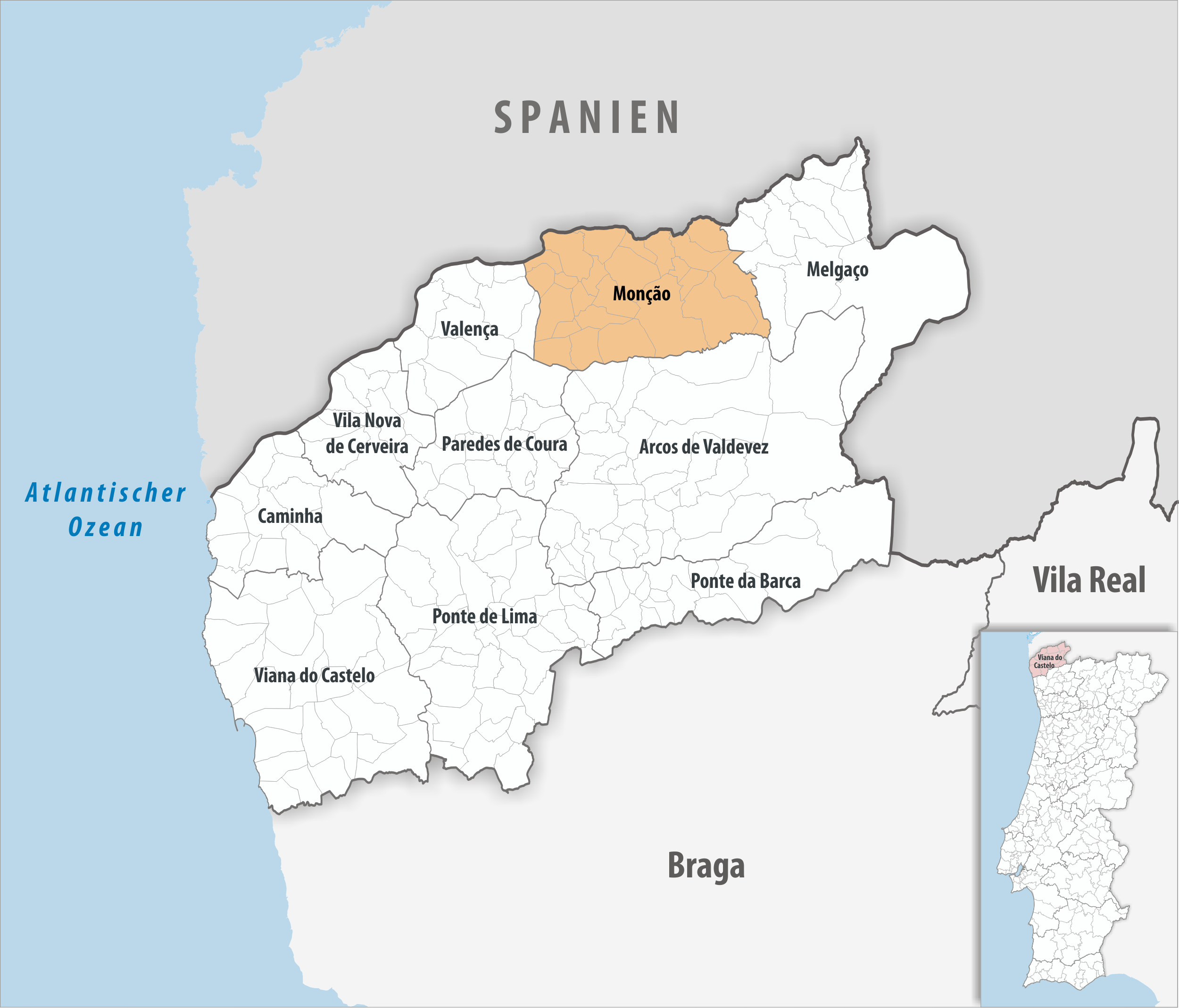
Kreis Monção

| Gemeinde                  | Einwohner (2021) | Fläche km² | Dichte Einw./km² | LAU- Code |
| ------------------------- | ---------------- | ---------- | ---------------- | --------- |
| Abedim                    | 191              | 7,72       | 25               | 160401    |
| Anhões e Luzio            | 196              | 14,38      | 14               | 160434    |
| Barbeita                  | 923              | 6,88       | 134              | 160404    |
| Barroças e Taias          | 279              | 2,72       | 103              | 160405    |
| Bela                      | 596              | 3,79       | 157              | 160406    |
| Cambeses                  | 496              | 4,02       | 123              | 160407    |
| Ceivães e Badim           | 553              | 8,95       | 62               | 160435    |
| Lara                      | 255              | 4,93       | 52               | 160410    |
| Longos Vales              | 863              | 14,00      | 62               | 160411    |
| Mazedo e Cortes           | 3.817            | 12,13      | 315              | 160436    |
| Merufe                    | 864              | 28,51      | 30               | 160415    |
| Messegães, Valadares e Sá | 553              | 8,25       | 67               | 160437    |
| Monção e Troviscoso       | 3.277            | 8,68       | 378              | 160438    |
| Moreira                   | 572              | 3,73       | 153              | 160418    |
| Pias                      | 763              | 11,12      | 69               | 160420    |
| Pinheiros                 | 319              | 2,13       | 150              | 160421    |
| Podame                    | 265              | 3,65       | 73               | 160422    |
| Portela                   | 202              | 8,12       | 25               | 160423    |
| Riba de Mouro             | 802              | 14,05      | 57               | 160424    |
| Sago, Lordelo e Parada    | 381              | 8,33       | 46               | 160439    |
| Segude                    | 320              | 2,37       | 135              | 160427    |
| Tangil                    | 629              | 22,88      | 27               | 160428    |
| Troporiz e Lapela         | 454              | 3,96       | 115              | 160440    |
| Trute                     | 246              | 6,02       | 41               | 160431    |
| Kreis Monção              | 17.816           | 211,32     | 84               | 1604      |

### Bevölkerungsentwicklung
| 1801   | 1849   | 1900   | 1930   | 1960   | 1981   | 1991   | 2001   | 2011   |
| 12.095 | 14.983 | 26.077 | 24.585 | 27.393 | 23.799 | 21.799 | 19.956 | 19.210 |

### Kommunaler Feiertag
- 12. März

### Städtepartnerschaften
- Frankreich: Tarascon-sur-Ariège
- Spanien: Redondela
- Frankreich: Vigneux-sur-Seine, Kanton Vigneux-sur-Seine[4]

## Verkehr
Monção war Endpunkt einer Zweigstrecke der Eisenbahnlinie Linha do Minho, bis zur Teil-Einstellung 1989.
Der Ort ist in das Netz des landesweiten Fernbusnetz der Rede Expressos eingebunden.
Der nächstgelegene Anschluss an das Autobahnnetz des Landes ist der Anschluss an die A3 im 16 km entfernten Valença, über die Nationalstraße N101.

## Söhne und Töchter der Stadt
- Joaquim Pimenta de Castro (1846–1918), General und Politiker, 1915 Premierminister
- Amílcar Vásques Días (* 1945), Komponist und Pianist
- Antonino Eugénio Fernandes Dias (* 1948), Bischof von Portalegre-Castelo Branco